# 리나 쿠드리
리나 쿠드리(Lyna Khoudri, 1992년 10월 3일 ~ )는 알제리, 프랑스의 배우이다. 2019년 영화 《파피차》를 통해 제45회(2020) 세자르상 신인여우상을 수상했다.

## 출연 작품
- 루나 (2018)
- 파피차 (2019)
- 가가린 (2020)
- 프렌치 디스패치 (2021)
- 후리아 (2022) - 후리아 역
- 노벰버 (2022)
- 더 쓰리 머스커티어스: 달타냥 (2023) - 콘스탄스 보나슈 역
- 삼총사: 밀라디 (2023)
- 싸워야 하는, 지켜야 하는 (2023) - 미리암 역
- 엠파이어 (2024)